# 樹形図 (アルバム)
『樹形図』（じゅけいず）は2011年7月21日に発売された小比類巻かほるのオリジナルアルバム。

## 内容
自身作曲の新曲4曲とセルフカバー曲5曲を収録した。編曲は全曲、坂井紀雄によるもの。

## 批評
CDジャーナルは小比類巻の歌唱姿勢を「そのソウルフルな歌声には衰えがない」と評する一方、「『MIRAGE MIRROR』のようなファンキーな楽曲を収録してくれたら更によかったのに」という要望も出た。

## 収録曲
1. 療養所（サナトリウム） [2]
作詞・作曲：さだまさし
2. 流星
作詞・作曲：小比類巻かほる
3. 樹形図
作詞・作曲：小比類巻かほる
4. AGAIN
作詞・作曲：小比類巻かほる
5. HOLD ON ME
作詞：麻生圭子　作曲：大内義昭
6. Only You My Way
作詞・作曲：小比類巻かほる
7. I'm Here
作詞：麻生圭子　作曲：鈴木雅之
8. Time Goes By
作詞：小比類巻かほる　作曲：大内義昭
9. CITY HUNTER～愛よ消えないで～
作詞：麻生圭子　作曲：大内義昭
10. DREAMER
作詞：小比類巻かほる　作曲：大内義昭

## レコーディング参加
- 土方隆行 - ギター
- 坂井紀雄 - ベース
- 青山純 - ドラム
- 三沢またろう - パーカッション